# Ocos
Ocos est une ville du Guatemala dans le département de San Marcos.
Elle est à la frontière mexicaine.